# Абалмасов Олексій Олександрович
Олексій Олександрович Абалмасов  (біл. Аляксей Абалмасаў, 20 червня 1980) — білоруський веслувальник, олімпійський чемпіон.
На  Літніх Олімпійських іграх 2008 у Пекіні Абалмасов отримав золоту медаль на дистанції 1000 м в каяку серед чоловіків у четвірці з Вадимом Махньовим, Романом Петрушенком та Артуром Литвинчуком.
Чемпіон світу у четвірці 2005 року на дистанції 500 м, та 2009 року на дистанції 1000 м. Багаторазовий призер чемпіонатів світу з веслувального спорту.

## Виступи на Олімпіадах
| Олімпіада  | Дисципліна                     | Місце |
| ---------- | ------------------------------ | ----- |
| Афіни 2004 | байдарка-четвірка, 1000 метрів | 6     |
| Пекін 2008 | байдарка-четвірка, 1000 метрів | 1     |

## В інтернеті
- Сторінка про Абалмасова на офіційному сайті літніх Олімпійських ігор 2008 у Пекіні
- Досьє на sport.references.com [Архівовано 9 жовтня 2012 у Wayback Machine.]